# Cerynea perrubra
Cerynea perrubra là một loài bướm đêm trong họ Erebidae.